# Cycle solaire 21
Le cycle solaire 21 est le vingt-et-unième cycle solaire depuis 1755, date du début du suivi intensif de l'activité et des taches solaires. Il a commencé en 1976 et s'est achevé en 1986.
Le cycle solaire 21 a également été remarquable pour avoir généré certaines des tempêtes géomagnétiques les plus puissantes jamais observées. Les tempêtes causées par d'intenses éruptions solaires ont provoqué des pannes de courant, des interférences avec les satellites et les systèmes de communication, et même des perturbations des systèmes de navigation des avions.